# Boubouroche (film, 1933)
Pour plus de détails, voir Fiche technique et Distribution.
Boubouroche est un film français réalisé par André Hugon, sorti en 1933.

## Synopsis
Un brave homme, Boubouroche, entretient depuis huit ans sa petite amie Adèle qu'il adore. Un vieil homme, voisin d'Adèle, lui apprend qu'elle le trompe. Incrédule, Boubouroche se rend chez son amie et surprend l'amant de celle-ci, André, caché dans une armoire. Furieux d'avoir été trompé, il congédie André ; mais Adèle parvient à faire croire à Boubouroche qu'elle est innocente, et il se laisse peu à peu fléchir, trop heureux qu'elle lui pardonne de l'avoir soupçonnée. Il va alors reporter sa colère sur le voisin qui l'a dénoncée.

## Fiche technique
- Titre original : Boubouroche
- Réalisation : André Hugon
- Scénario : Paul Fékété (adaptation), d'après la pièce du même titre de Georges Courteline
- Directeur de la photographie : Marc Bujard
- Décors : Robert-Jules Garnier
- Musique : Jacques Janin
- Société de production : Les Productions André Hugon
- Pays d'origine : France
- Format : Noir et blanc - 35 mm - 1,37:1 - Mono
- Genre : comédie dramatique
- Durée : 45 minutes
- Date de sortie : 1933

## Distribution
- Madeleine Renaud : Adèle
- André Berley : Boubouroche
- Claude Dauphin : André
- Jean Sinoël : le vieux monsieur
- Robert Le Vigan : Potasse
- Jean Brochard